# Desandrouin
Desandrouin was een Zuid-Nederlandse adellijke familie, vooral in de provincie Namen gevestigd. Omwille van activiteiten in de glasblazerij en in het ontginnen van steenkoolmijnen vestigden zich sommige leden in Henegouwen (streek van Charleroi - Lodelinsart) en Noord-Frankrijk (Valenciennes - Fresnes-sur-Escaut).

## Geschiedenis
De eerste adellijke erkenningen vielen de familie te beurt naar aanleiding van rechterlijke uitspraken over het baljuwschap van Clermont, in 1581 en 1673.
In 1703 bevestigden de Provinciale Staten van Namen de adellijke status van Gédéon Desandrouin en in 1708 werd hij toegelaten tot de Tweede stand van de provincie Namen, nadat hij de heerlijkheid Heppignies had aangekocht. Daarnaast was Gédéon eigenaar van glasblazerijen, een activiteit die door sommige van zijn nakomelingen werd verdergezet. In 1733 werd aan Gédéon door keizer Karel VI de titel markies toegekend. In 1760 werd door keizerin Maria Theresia dezelfde titel toegekend aan Jean-Marie Stanislas en Pierre-Benoît Desandrouin.

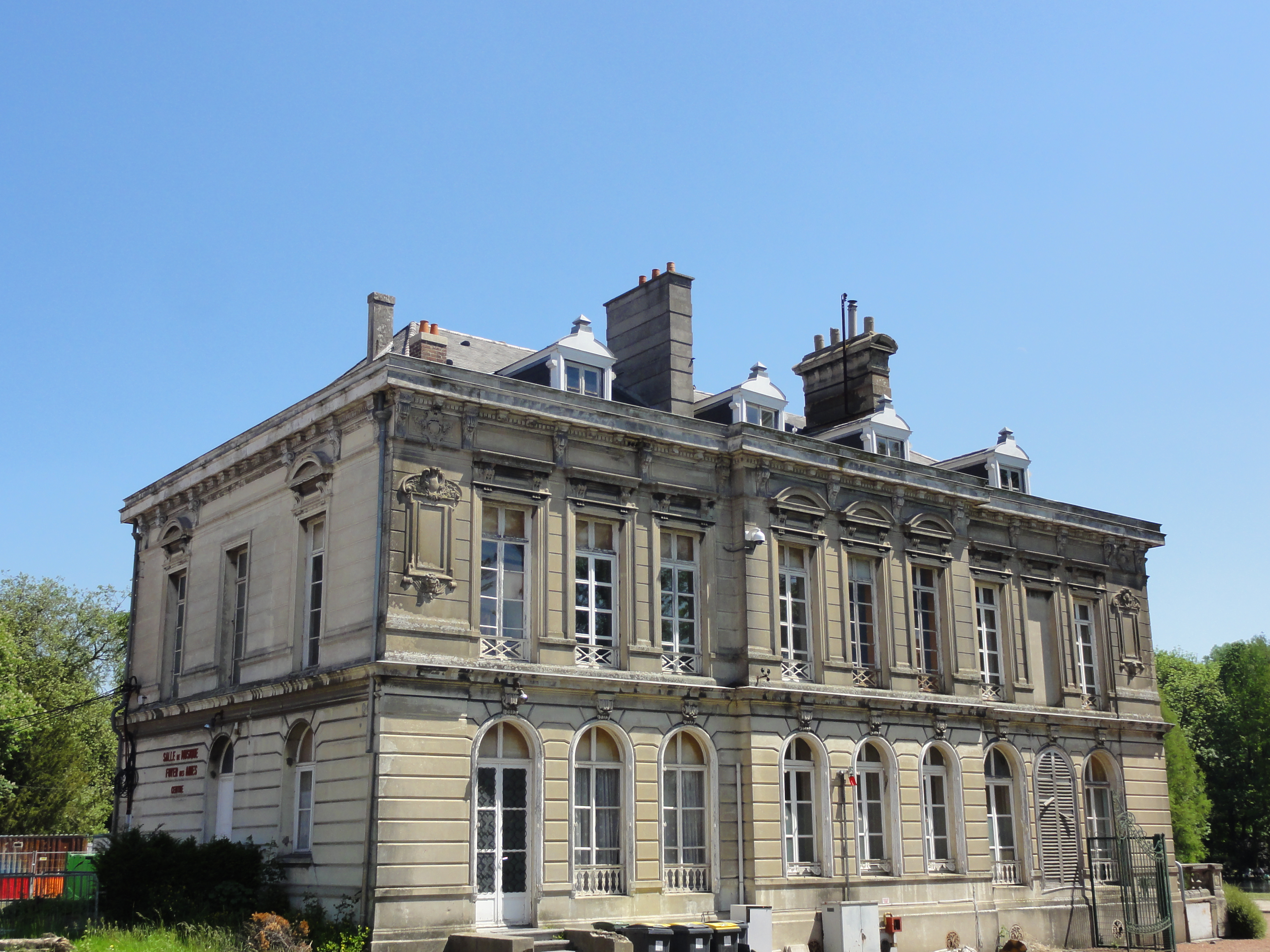
Kasteel van Stanislas Desandrouin in Fresnes-sur-Escaut.

Jean-Marie Stanislas Desandrouin (Charleroi, 7 mei 1738 - Fresnes-sur-Escaut, 3 augustus 1821), meestal Stanislas genoemd, was een zoon van burggraaf Jacques Desandrouin (1681-1761), lid van de Tweede stand van de provincie Namen, en van Jourdaine le Tirant. Onder het ancien régime waren vader en zoon heer van Heppignies, Lodelinsart, Castillon, Haveluy, Fontenelle, Longbois en Trassy. Jean-Marie Stanislas werd baljuw van Charleroi, lid van de Tweede stand van de provincie Namen en kamerheer van de Oostenrijkse keizer.
Jacques was een aanzienlijk industrieel als hoofdaandeelhouder in de koolmijnen van de Compagnie des mines d'Anzin in Noord-Frankrijk en Stanislas was pas drieëntwintig toen hij zijn vader in de familieondernemingen opvolgde. Het ging om:
- de in 1757 opgerichte Compagnie houillère d'Anzin, waarin verschillende steenkoolmijnen in Noord-Frankrijk zich hadden gegroepeerd,
- de van zijn vader geërfde industrieën in en rond Charleroi,
- twee nieuwe door hem gestichte glasblazerijen,
- de staalbedrijven in Couvin en Walcourt, die hij verder uitbreidde,
- aandelen, vaak meerderheidsaandelen in koolmijnen van Charleroi, Lodelinsart en Gilly.

Verder was hij ook actief in de prospectie van nog onontgonnen mijngebieden in Henegouwen en Waals-Brabant, volgde hij van nabij de experimenten van cokesfabricatie en interesseerde hij zich voor alle nieuwigheden.
Hij trouwde in 1761 met Caroline Walckiers (1743-1821), met wie hij nooit samenleefde en van wie hij scheidde in 1803. Hij hertrouwde in 1806 met de gescheiden Louise Chalgrin (° 1777), dochter van Jean Chalgrin, die architect was van de Franse senaat. Beide huwelijken bleven kinderloos. Stanislas had een verhouding met een dochter van architect Giovanni Niccolò Servandoni. Ze hadden samen twee dochters, bekend als 'les demoiselles de Fontenelle'.
Onder het Franse keizerrijk was hij lid van het kiescollege in het Franse Noorderdepartement. In 1816, onder het Verenigd Koninkrijk der Nederlanden, werd hij erkend in de erfelijke adel met de persoonlijke titel markies en met benoeming in de Ridderschap van de provincie Namen. 
Hij overleed in zijn kasteel van Fresnes-sur-Escaut en werd op het plaatselijk kerkhof begraven. Hij was de laatste van zijn naam, althans in de Belgische adel.
Hij had een aanzienlijk fortuin vergaard dat bij zijn dood nogal geslonken was door de spilzucht van zijn tweede vrouw. Wat overbleef ging naar de kinderen uit haar eerste huwelijk met de boekhandelaar Claude Sandrin en naar de twee natuurlijke dochters van Stanislas.  Het kasteel werd in 2012 opgenomen op de lijst van het UNESCO-werelderfgoed.